# Might and Magic VII: Za krew i honor
Might and Magic VII: For Blood and Honor – komputerowa gra fabularna wyprodukowana przez New World Computing i wydana przez 3DO w 1999 roku. Jest sequelem Might and Magic VI: The Mandate of Heaven, poprzedza Might and Magic VIII: Day of the Destroyer. Z obiema tymi grami, jak również z Heroes of Might and Magic III, jest powiązana fabularnie.

## Rozgrywka
System rozgrywki jest bardzo podobny do zastosowanego w Might and Magic VI. Część siódma używa tego samego silnika graficznego (dodano tylko sprzętowe wspomaganie grafiki), tych samych efektów dźwiękowych, zbliżonego systemu umiejętności, magii i walki oraz ma wielowątkową fabułę. Gra zawiera dwa różne zakończenia.